# پروتوپلاسم

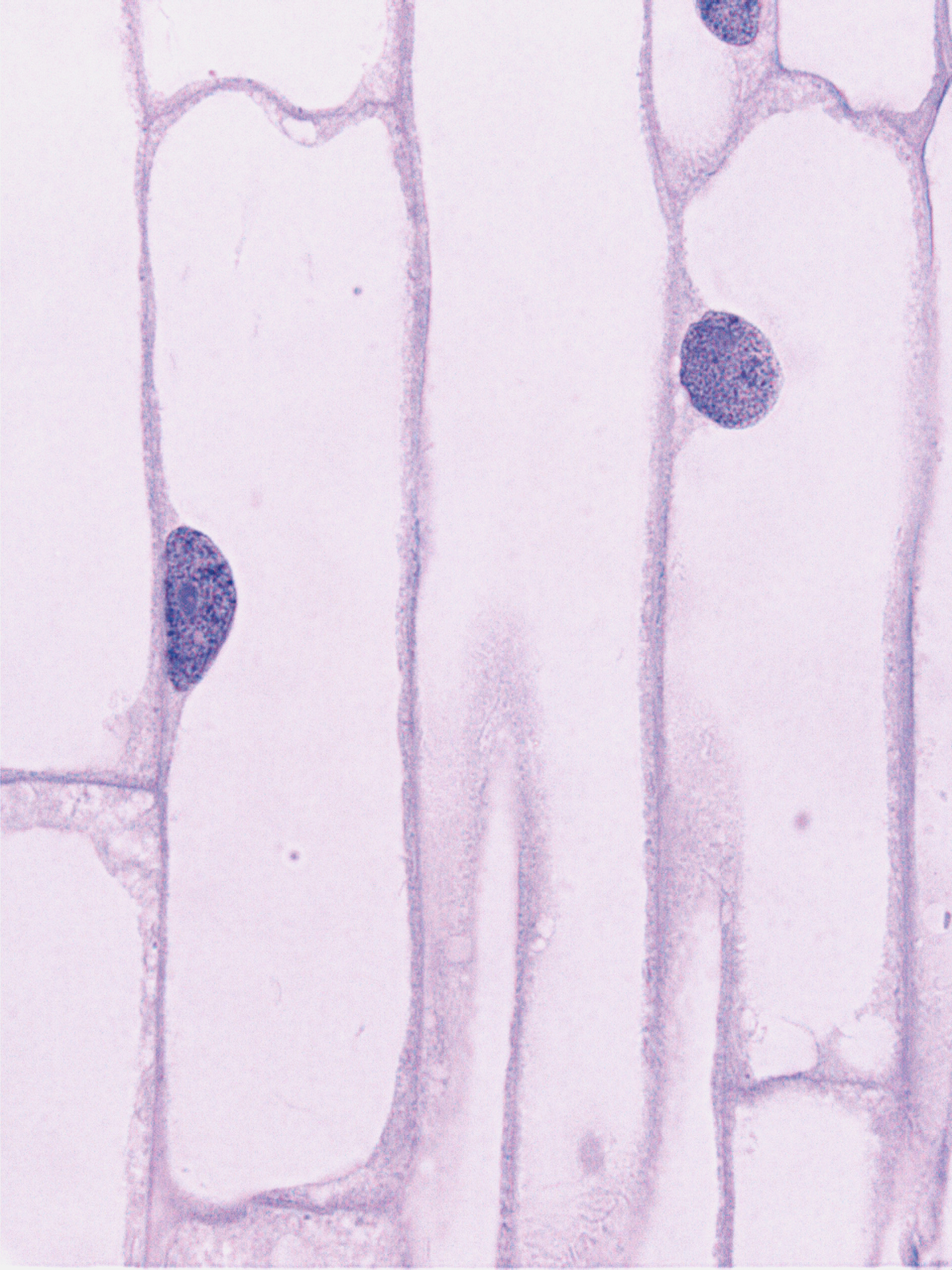
پروتوپلاسم

پروتوپلاسم (به انگلیسی: Protoplasm) به بخش زندهٔ سلول گفته می‌شود که توسط غشای سلول احاطه شده است. معمولا پروتوپلاسم یک اصطلاح عمومی برای سیتوپلاسم است دیواره نخستین گیاه توسط پرتوپلاست ساخته می‌شود.
پروتوپلاست = هسته + سیتوپلاسم - غشاء
پروتوپلاسم = (هسته) + سیتوپلاسم + (غشاء)
- موارد درون دوهلال، اجماع عام ندارند.